# Sinoroma
Sinoroma Industry este o companie producătoare de țigări din România cu capital chinez.
Compania deține o fabrică de țigări în localitatea Pârscov, județul Buzău, inaugurată la data de 26 iunie 2007 în urma unei investiții de 36 de milioane de euro.
Sinoroma Industry face parte din grupul chinez F&J, care produce țigarete în România sub mărci precum Golden Monkey și Dubliss (ambele chinezești) din 1997, într-o fabrică construită tot la Pârscov, prin investiții de circa trei milioane de euro.
F&J a intrat pe piața românească în 1991 și a început primele investiții în 1997.
În august 2007, Sinoroma Industry și-a schimbat numele în China Tabacco International Europe Company.
Toți acționarii companiei sunt firme înregistrate în China, respectiv Compania Industrială a Tutunului Chinezesc Anhui, cu 76,9% din titluri, Compania Industrială a Tutunului Chinezesc Shaanxi, cu o participație de circa 21%, firma Feng Jia, cu 1,6% și Societatea Generală a Tutunului Chinezesc Shaanxi Bramch - 0,33%.